# Big Y
Big Y Foods, Inc. ist eine Supermarktkette in den Vereinigten Staaten. Sie besitzt 61 Filialen in den US-Bundesstaaten Connecticut und Massachusetts, der Firmensitz ist in Springfield (Massachusetts).

## Profil
Die Unternehmensgeschichte begann 1936, als die Brüder Paul und Gerry D’Amour ein Lebensmittelgeschäft in Chicopee erwarben. Den ursprünglichen Namen Y Cash Market erhielt das Geschäft aufgrund seiner Lage an einer Y-förmigen Straßenkreuzung.
Heute hat das Unternehmen nach eigenen Angaben rund 10.000 Mitarbeiter und erzielte 2011 einen Jahresumsatz von 1,5 Mrd. US-$. Die Supermarktkette ist auch 2013 im Besitz der Familie D’Amour und wird von den Cousins Donald H. D’Amour und Mathieu L. D’Amour geführt.